# Xavier Pascual Fuertes
Xavier Pascual Fuertes (Barcellona, 8 marzo 1968) è un allenatore di pallamano ed ex pallamanista spagnolo, allenatore del Veszprém e commissario tecnico della nazionale di pallamano maschile dell'Egitto.

## Palmares

### Giocatore

#### Competizioni nazionali
- Campionato spagnolo: 2

1989-90, 1990-91
- Supercoppa di Spagna: 1

1986-87

#### Competizioni internazionali
- EHF Champions League: 1

1990-91

### Allenatore

#### Competizioni nazionali
- Liga ASOBAL: 11

2010-11, 2011-12, 2012-13, 2013-14, 2014-15, 2015-16, 2016-17, 2017-18, 2018-19, 2019-20, 2020-21
- Coppa del Re: 10

2008-09, 2009-10, 2013-14, 2014-15, 2015-16, 2016-17, 2017-18, 2018-19, 2019-20, 2020-21
- Coppa ASOBAL: 11

2009-10, 2011-12, 2012-13, 2013-14, 2014-15, 2015-16, 2016-17, 2017-18, 2018-19, 2019-20, 2020-21
- Supercoppa di Spagna: 10

2009-10, 2012-13, 2013-14, 2014-15, 2015-16, 2016-17, 2017-18, 2018-19, 2019-20, 2020-21
- Liga Națională: 3

2021-22, 2022-23, 2023-24
- Coppa di Romania: 2

2021-22, 2023-24
- Supercoppa rumena: 2

2022, 2023

#### Competizioni internazionali
- EHF Champions League: 3

2010-11, 2014-15, 2020-21
- Super Globe: 5

2013, 2014, 2017, 2018, 2019